# Ананиашвили, Элизбар Георгиевич
Элизбар Георгиевич Ананиашвили (груз. ელიზბარ გიორგის ძე ანანიაშვილი; 1912—2000) — поэт, переводчик, редактор.

## Творческий путь
Элизбар Ананиашвили родился в Грузии в 1912 году, по образованию — физик. Известен как переводчик поэзии, прозы и драматургии с французского, немецкого, английского, итальянского, а также языков народов СССР. Переводы Ананиашвили опубликованы в нескольких поэтических антологиях, в том числе и в серии БВЛ. Элизбар Ананиашвили — лауреат литературной премии имени Мачабели, член совета и вице-президент литературной комиссии Международной Федерации Переводчиков при ЮНЕСКО, заслуженный деятель культуры РСФСР, лауреат премии ВЛКСМ.
Среди его многочисленных работ — переводы американских поэтов Карла Сэндберга и Эдгара Ли Мастерса, французских, итальянских поэтов, в том числе Ж. Одиберти, И. Бруссара и др., романы и повести с грузинского языка в самом широком диапазоне, начиная от классиков грузинской литературы Джавахишвили и Георгий Леонидзе и заканчивая современным автором Отаром Чиладзе. В книге «Основы общей теории перевода» крупнейшего теоретика перевода А. В. Федорова имя Элизбара Ананиашвили упоминается среди имен, составивших целую эпоху в русской культуре — Чуковского, Пастернака, Маршака.

Нечего и говорить, какие преимущества дает переводчику — и поэту, и прозаику — владение языком оригинала и знание культуры народа, когда оно соединяется с переводческим дарованием и профессиональным мастерством, как, например, в деятельности С. Иванова, В. Ганиева, Э. Ананиашвили и ряда поэтов-переводчиков с тюркских языков, украинского, белорусского.— 
Морис Фридберг, американский литературовед и профессор словесности, в своей книге «Художественный перевод в России», посвященной истории перевода в России, трудностям, с которыми сталкивается переводчик, разным взглядам на идеальный перевод, также комплимента́рно высказывается о работе Элизбара Ананиашвили. Его переводы с грузинского языка ценил Борис Пастернак, а другой известный переводчик американской поэзии Михаил Зенкевич высоко отзывался о переводах Элизбара Ананиашвили из Карла Сэндберга.
Литературной деятельностью Элизбар Ананиашвили начал заниматься в начале 30-х годов. В середине 40-х годов начал публиковаться. Часть его поэтических переводов в это время была опубликована под псевдонимом Дмитрий Стрельцов. Уже перед войной его переводы верлибров Карла Сэндберга и Эдгара Ли Мастерса были широко известны в литературных кругах Москвы. Поэт и переводчик Аркадий Штейнберг признавался, что пронёс через все военные года в своей фронтовой сумке стихи Карла Сэндберга в переводах своего друга Элизбара Ананашвили. С 1944 года Элизбар Ананиашвили — член Союза писателей СССР.
Первая публикация романа в переводе Элизбара Ананиашвили Гамсахурдия К. С. «Давид Строитель» состоялась в 1945 году, последняя публикация — переводы Карла Сэндберга — в 2001 году.
В 1946—1947 годах публикуются стихотворные драмы Сандро Шанхишвили, за которые в 1949 году автор становится лауреатом Сталинской премии второй степени. Эти пьесы на русском языке в переводе Элизбара Ананиашвили вышли в свет в 1950 году (Шаншиашвили Сандро. Человек гор. Пьесы. — М., 1950. — 400 с.)
В 1978 году в переводе Элизбара Ананиашвили опубликован роман Отара Чиладзе «Шел по дороге человек», а в 1984 году в его же переводе вышел удостоенный в 1983 году Государственной премии Грузинской ССР имени Шота Руставели роман Отара Чиладзе «Железный театр».
В 1995 году московское издательство «Линор» издает в серии «Визитная карточка» книгу стихов Элизбара Ананиашвили «Давно и недавно». Элизбар Георгиевич хорошо знал Бориса Пастернака и дружил с Цветаевой, это ему и его друзьям Марина Ивановна Цветаева читала «Повесть о Сонечке» в ночь накануне Великой Отечественной войны. В дневниковых записях сына М. И. Цветаевой Георгия Эфрона описываются впечатления о встречах с Элизбаром Ананиашвили.
В течение 25 лет Элизбар Георгиевич являлся одним из руководителей Совета по художественному переводу при Союзе писателей. Среди его учеников в области литературы, поэзии и перевода — Ян Пробштейн, Анатолий Кудрявицкий, Людмила Вагурина, Сергей Зенкевич Архивная копия от 9 мая 2013 на Wayback Machine, Татьяна Стамова Архивная копия от 9 мая 2013 на Wayback Machine (Гутина), Дмитрий Веденяпин, Марина Бородицкая, Евгения Славороссова, Роман Дубровкин Архивная копия от 9 мая 2013 на Wayback Machine, Наталья Ванханен Архивная копия от 9 мая 2013 на Wayback Machine и др.

## Семья
Жена — Вера Киреева (1914—1979) профессионально занималась переводами, в основном грузинской прозой и поэзией, член Союза писателей СССР. Писала стихи с юности. Они были известны в узком литературном кругу, но впервые опубликованы лишь после её смерти в ж. «Литературная Грузия». В 1995 году издательство «Линор» выпустило сборник её стихотворений «И в галерее ласточка летает».